# Eresfjord og Vistdals kommun
Eresfjord og Vistdals kommun (norska: Eresfjord og Vistdal kommune) var en kommun i Møre og Romsdal fylke i Norge. Kommunen omfattade den sydöstra delen av nuvarande Molde kommun (Eikesdals, Eresfjords och Vistdals socknar). Byn Eresfjord utgjorde kommunens centralort.

## Administrativ historik
Eresfjord og Vistdals kommun upprättades den 1 januari 1890 genom utbrytning ur Nessets kommun. Kommunen hade 2 155 invånare vid upprättandet.
Den 1 januari 1964 gick kommunens åter upp i Nessets kommun. Kommunens hade då 1 289 invånare.
Området utgör sedan den 1 januari 2020 en del av Molde kommun.

## Bilder

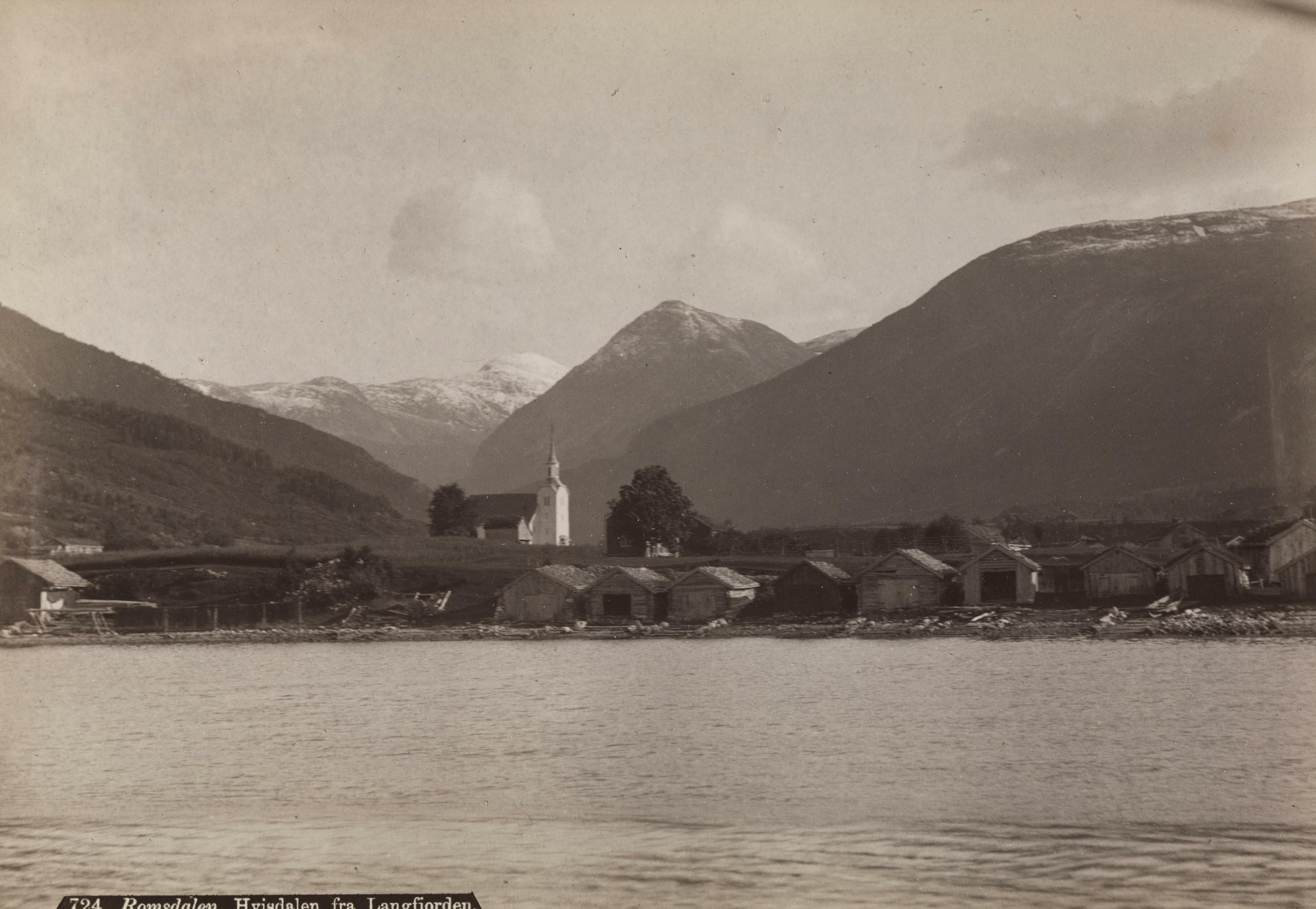
Vistdal.
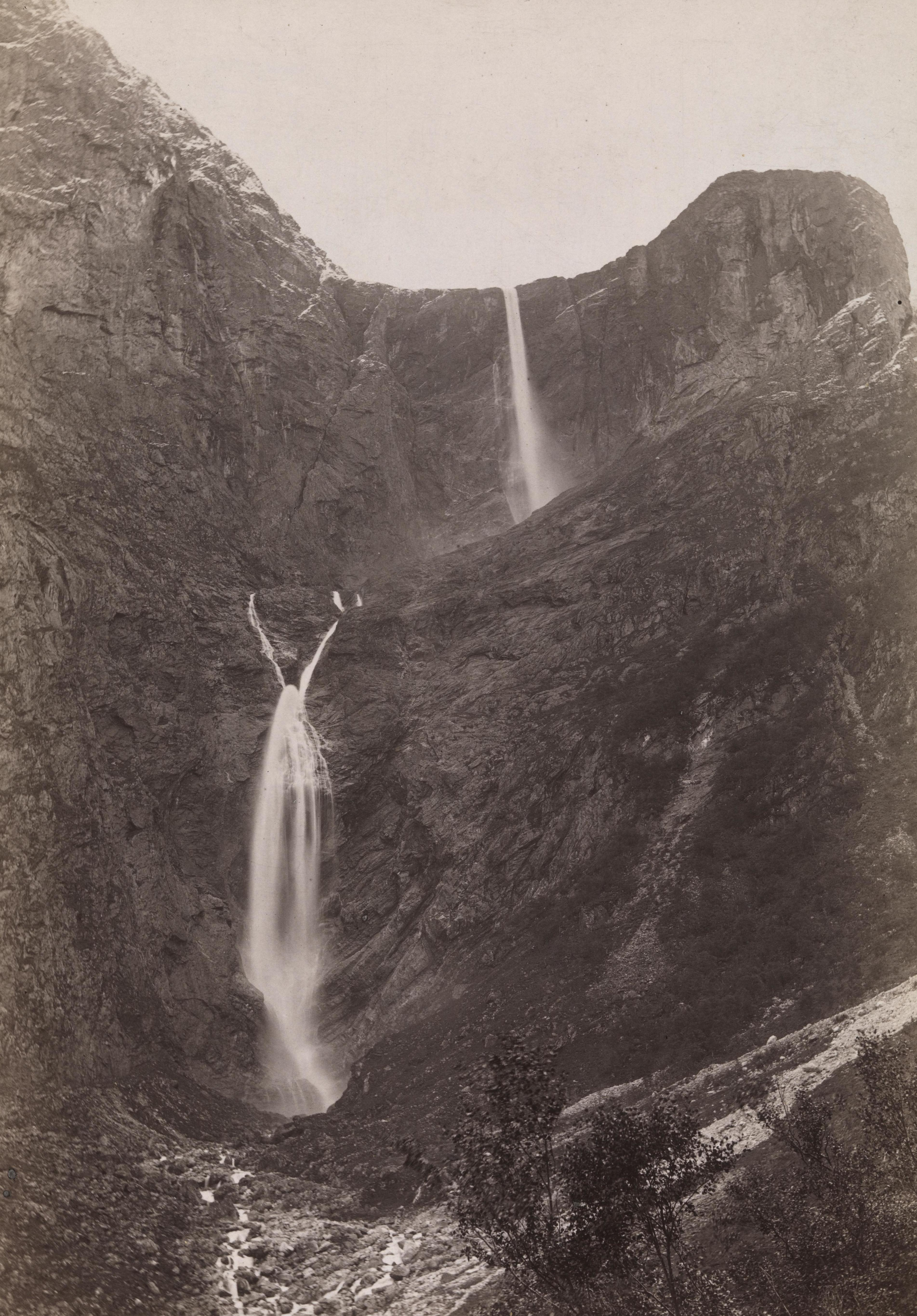
Mardalsfossen.
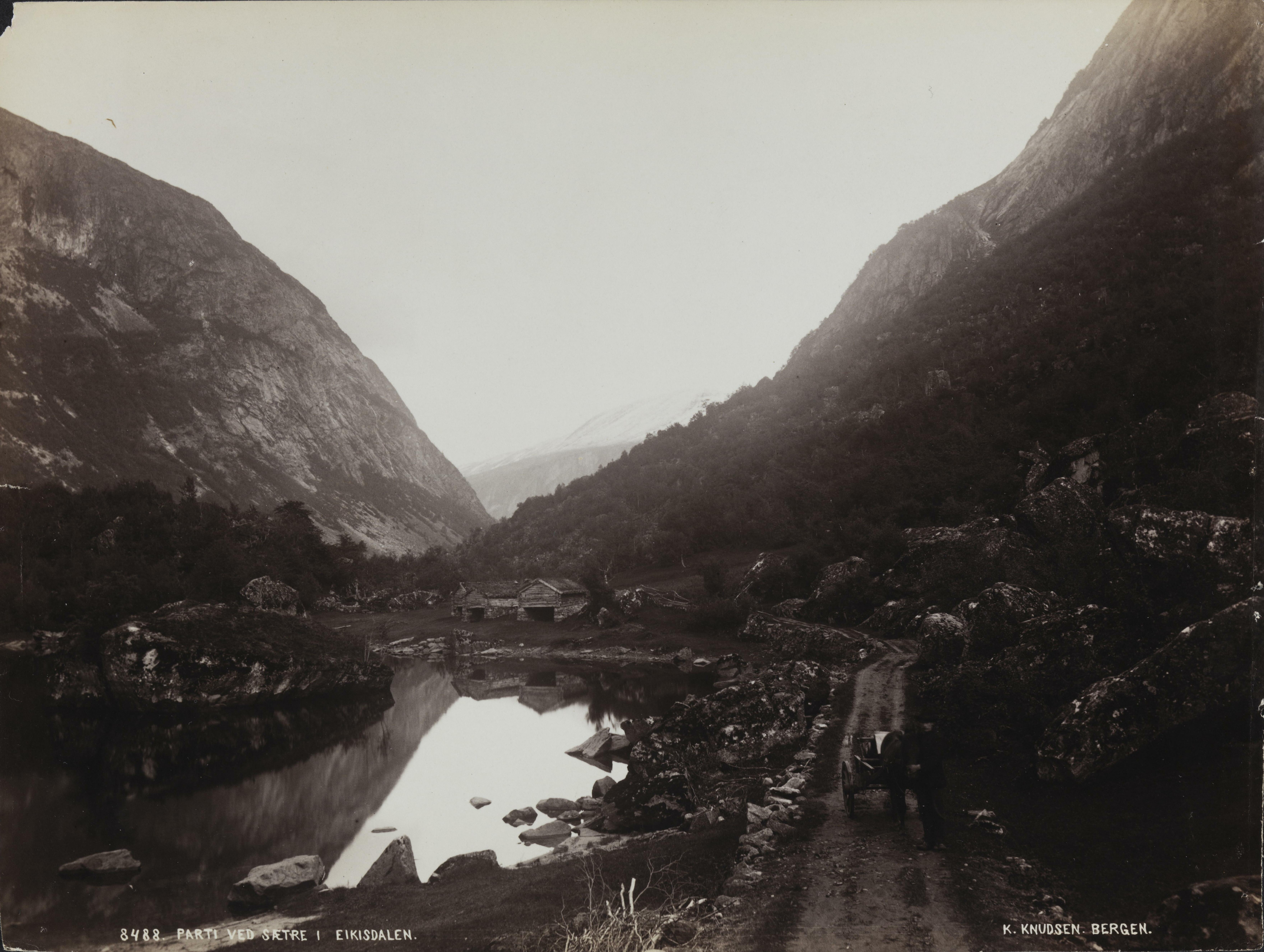
Setra i Eikesdalen.